# Idą krolewskie proporce
Idą krolewskie proporce (inc.) – polski parafrazowany przekład łacińskiego średniowiecznego hymnu Wenancjusza Fortunata pt. Vexilla regis prodeunt. Mógł on towarzyszyć procesjom Niedzieli Palmowej. Zbudowany jest z sześciu czterowersowych strof. Autor przekładu pozostaje anonimowy.
Tekst zamieszczono w drukowanym wydaniu Baltazara Opeca Żywot Pana Jezu Krysta (drukarnia Jana Hallera w Krakowie) z 1522 r.